# Noah Hawley
Noah Hawley, född 1967, är en amerikansk manusförfattare och producent.

## Filmografi (i urval)
- 2009 – The Unusuals (TV-serie)
- 2010 – My Generation (TV-serie)
- 2014 – Fargo (TV-serie)
- 2017–2019 – Legion (TV-serie)
- 2025 – Alien: Earth (TV-serie)